# 十条冨士神社
十条冨士神社（じゅうじょうふじじんじゃ）は東京都北区の神社。

## 概要
創建年代は不明であるが、食行身禄（1671年生～1733年没）の富士信仰運動以降に創建されたと推測される。
毎年6月30日になると、翌日7月1日の富士山の山開きに合わせて、富士講「十条冨士神社伊藤元講」が主催する大祭が2日間行われる。この大祭は「おふじさん」の名前で親しまれ、都道460号線（日光御成道）から十条銀座まで続く道には、露店が立ち並び、多くの人で賑わう。

## 十条冨士塚
元々は十条台古墳群を構成する古墳の一つであった。元の円墳に石碑などを配して富士塚に整備した。現在ある鳥居や山頂の石祠は、食行身禄150回忌を祈念して1881年（明治14年）に建てられている。
十条冨士塚は、1991年（平成3年）に北区の有形民俗文化財に指定されている。
なお、前を通る都道460号線の拡張工事のため、2020年（令和2年）4月より十条冨士塚を奥側に移設する工事が始まり、2023年に完成した。

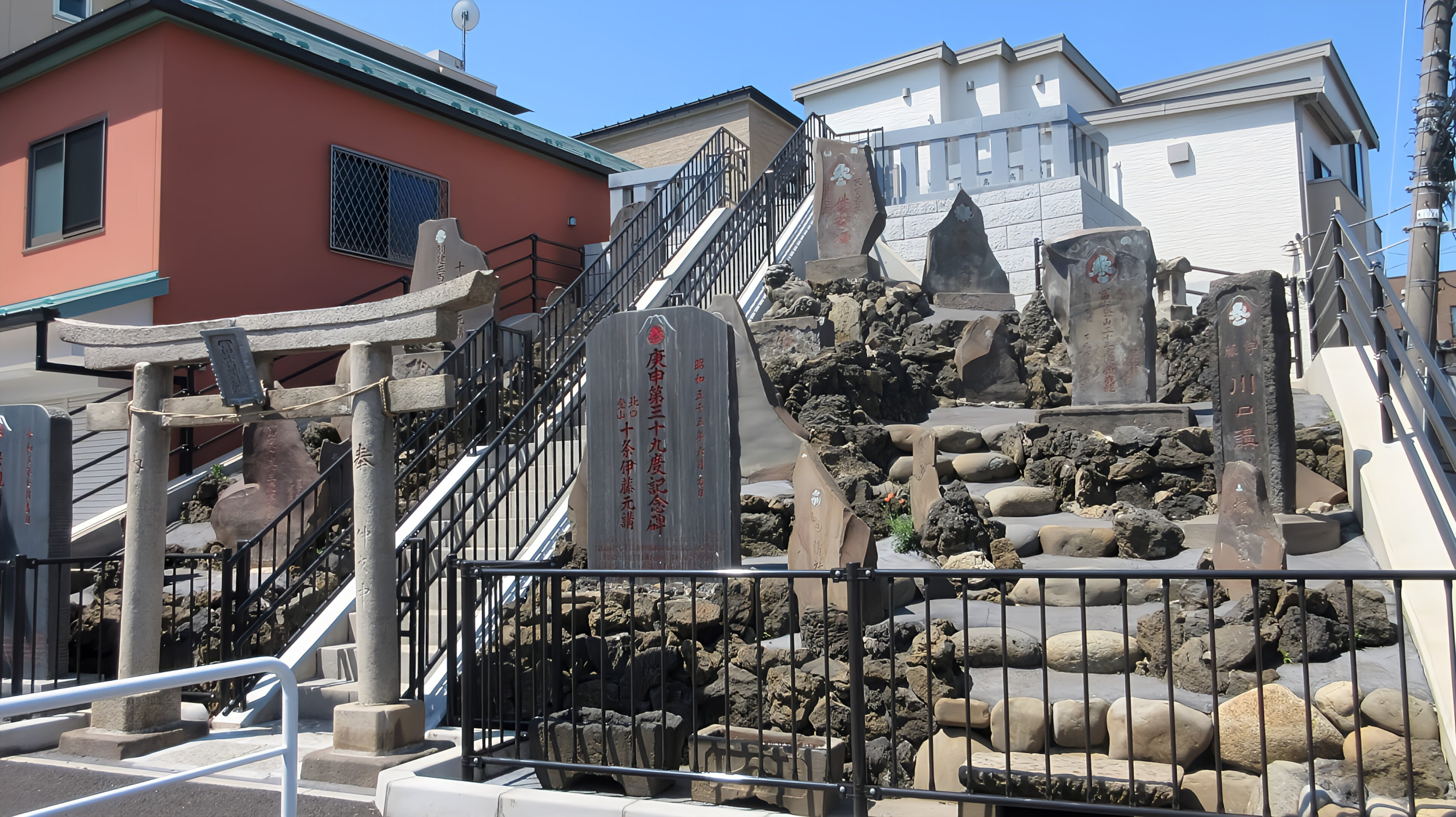
移設後の十条冨士塚（2024年）

## 交通アクセス
- 東十条駅より徒歩5分。